# Coleophora vicinella
Coleophora vicinella là một loài bướm đêm thuộc họ Coleophoridae. Nó được tìm thấy ở Pháp to Ukraina and south.
Sải cánh dài 16–17 mm.
Ấu trùng ăn Astragalus, Coronilla, Dorycnium, Galega and Medicago sativa. 